# Rajmund Kotecki
Rajmund Kotecki (ur. 18 stycznia 1934 w Poznaniu, zm. 30 grudnia 2018 tamże) – polski motorowodniak, mistrz Polski.

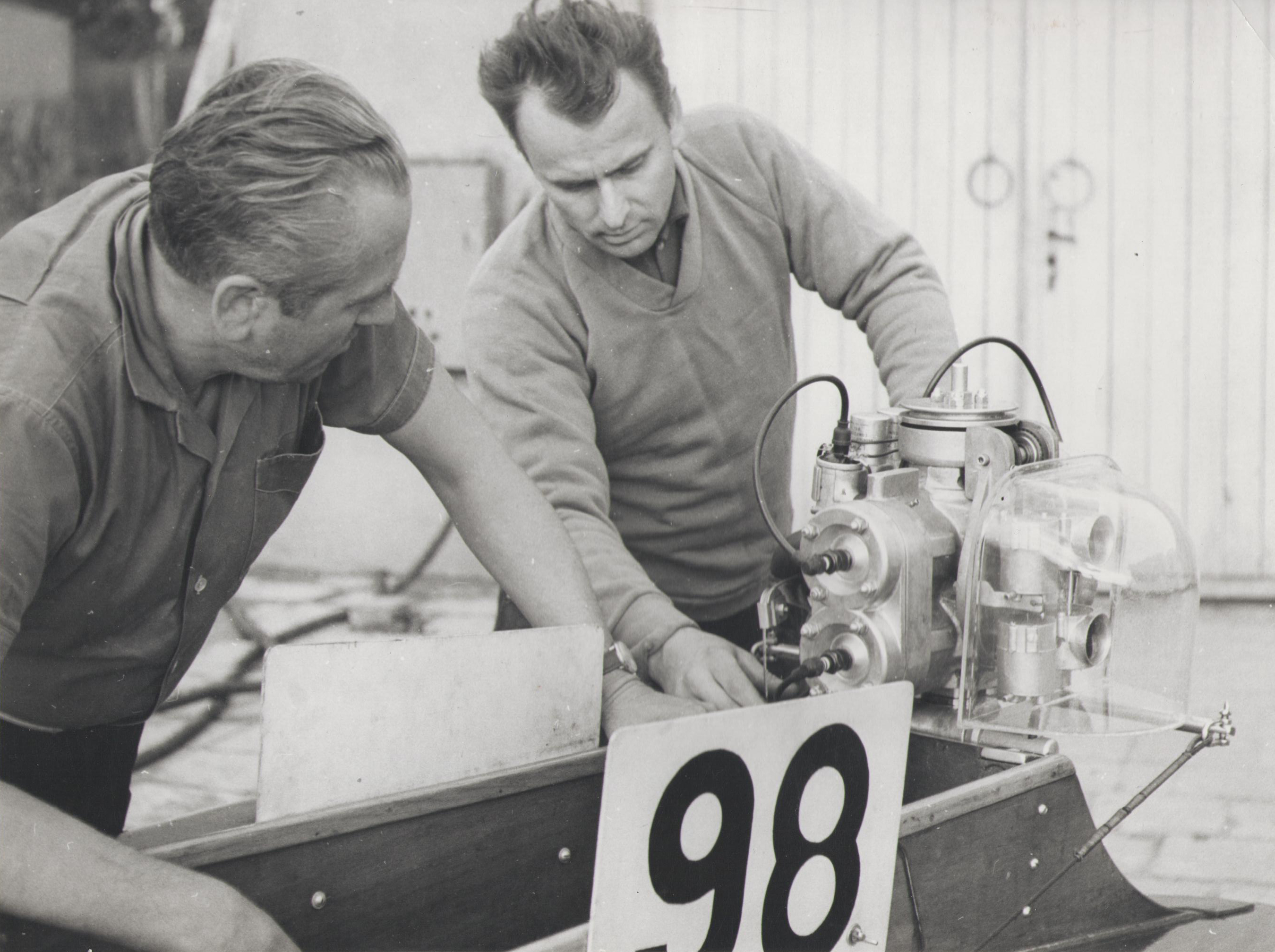
Strojenie silnika motorówki. Rajmund Kotecki po prawej stronie.

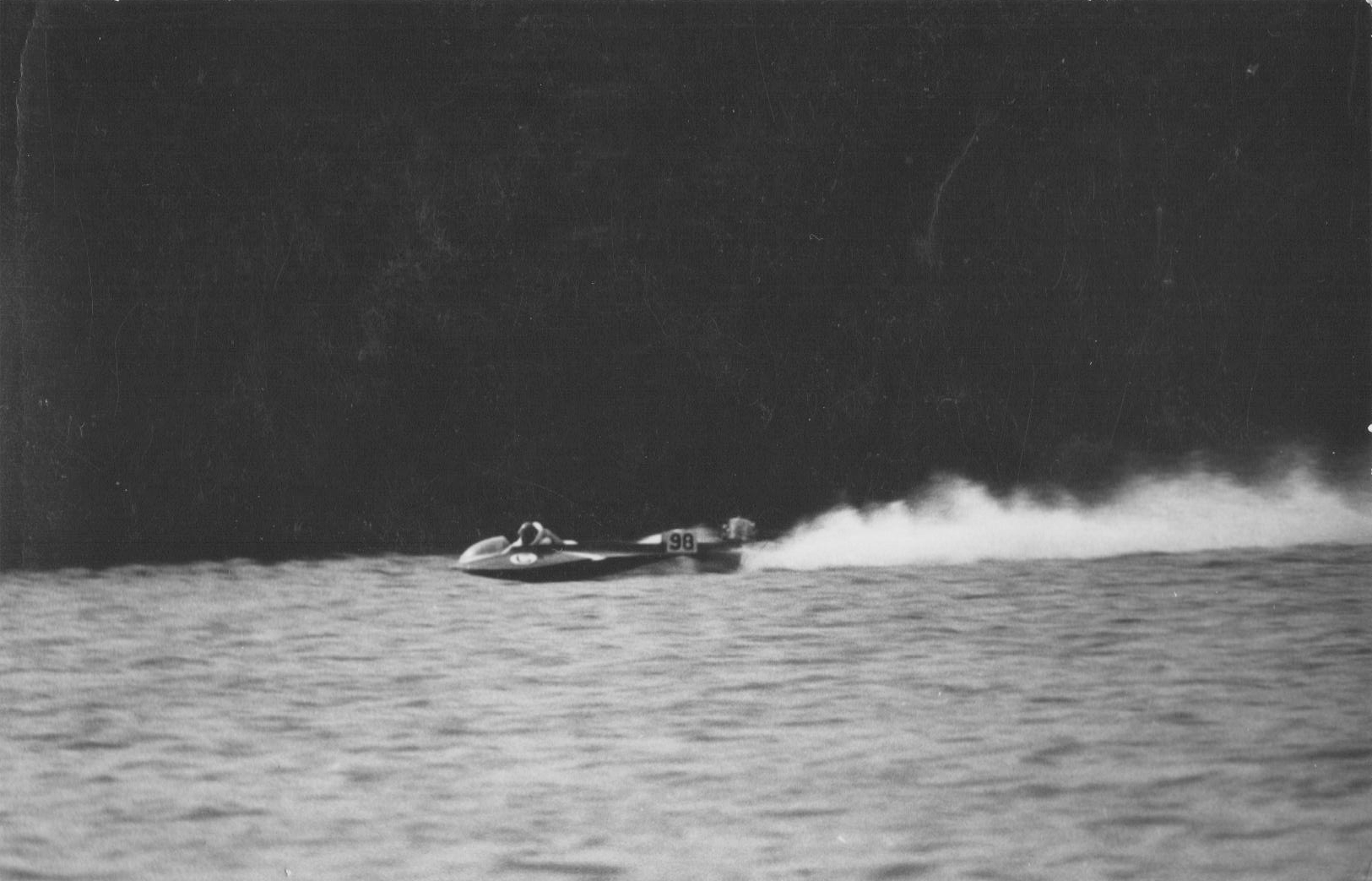
Zawodnik Rajmund Kotecki w trakcie szybkiej próby.

## Życiorys

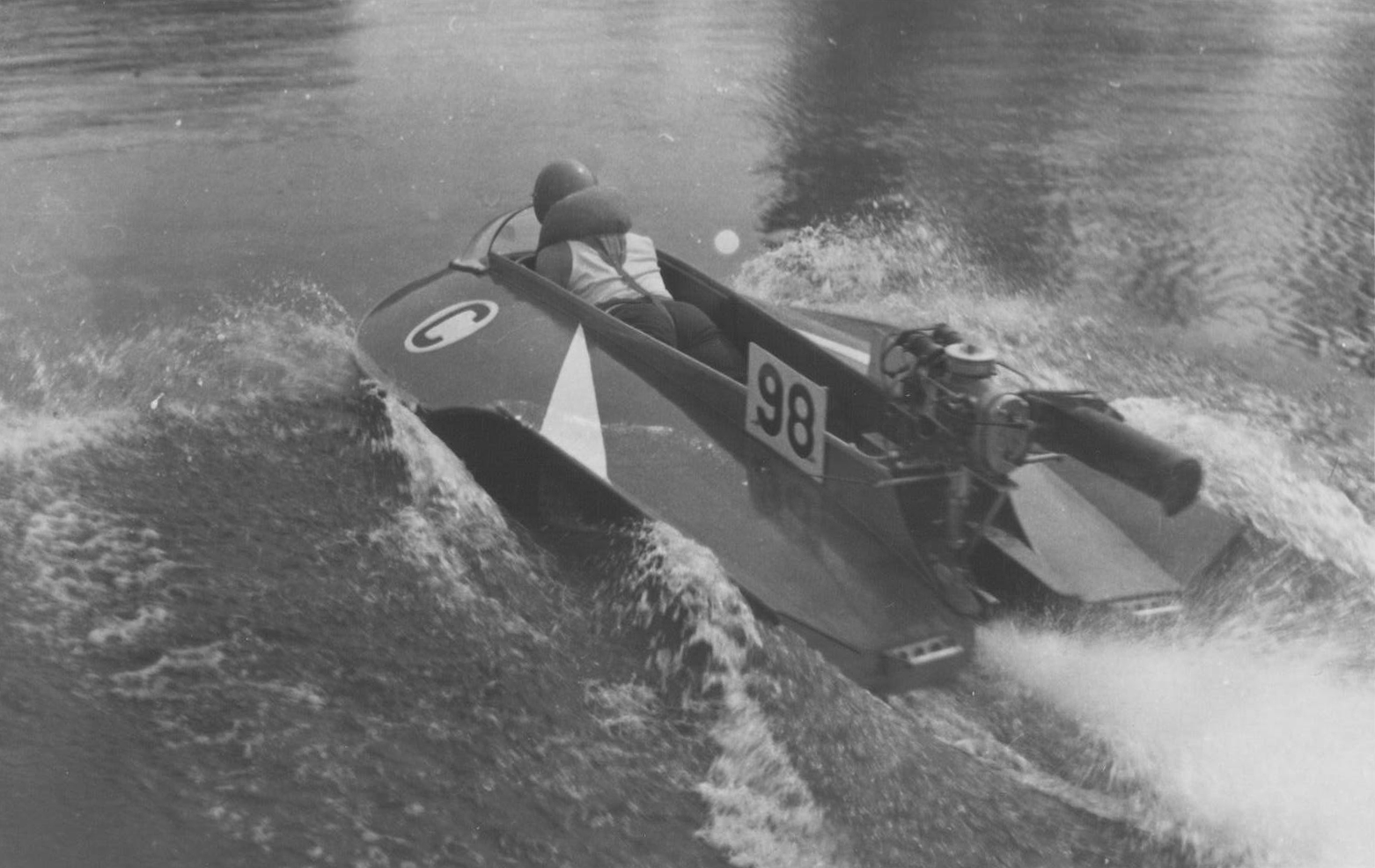
Start do biegu. Zawodnik Rajmund Kotecki.

Syn Mariana i Stanisławy. Od 1952 r. był czynnym zawodnikiem KS Posnania. Dziewięciokrotnie zdobył tytuł mistrza lub wicemistrza Polski w klasach 250, 350 i 500 cm³. Pierwszy tytuł wywalczył w kl. A do 250 cm³ (20 września 1964). W roku 1965 był zawodnikiem, który uzyskał najlepszy wynik w kl. C 500 cm³, startując na łodzi z silnikiem o pojemności 350 cm³. Dwukrotnie, w latach 1963 i 1970, wywalczył puchar „Gazety Poznańskiej”. W latach 1963–1973, startując na mistrzostwach Europy w RFN, Szwecji i Węgrzech, uzyskiwał najlepsze wyniki z całej ekipy narodowej.

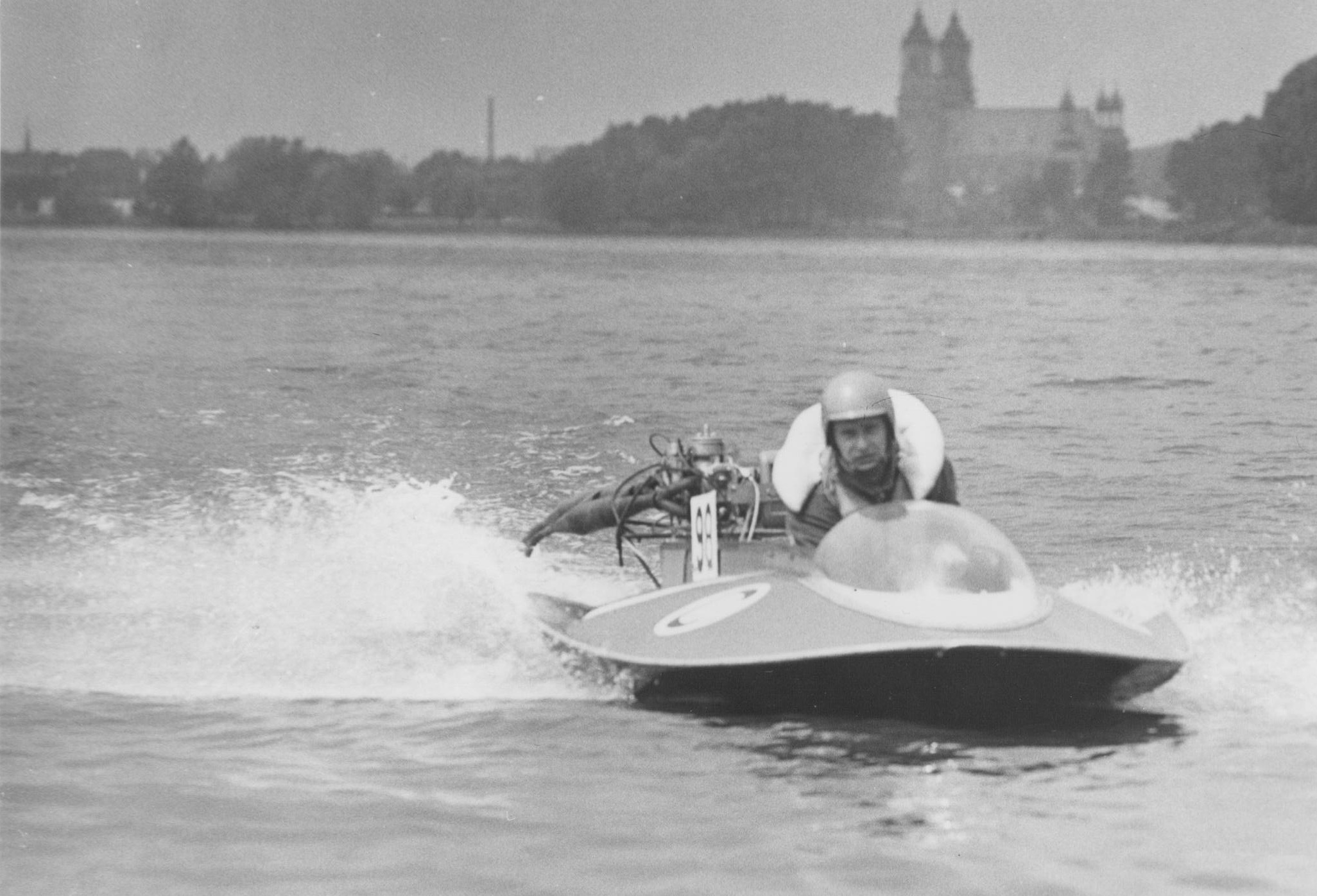
Powrót do brzegu na jeziorze Maltańskim w Poznaniu. Zawodnik Rajmund Kotecki.

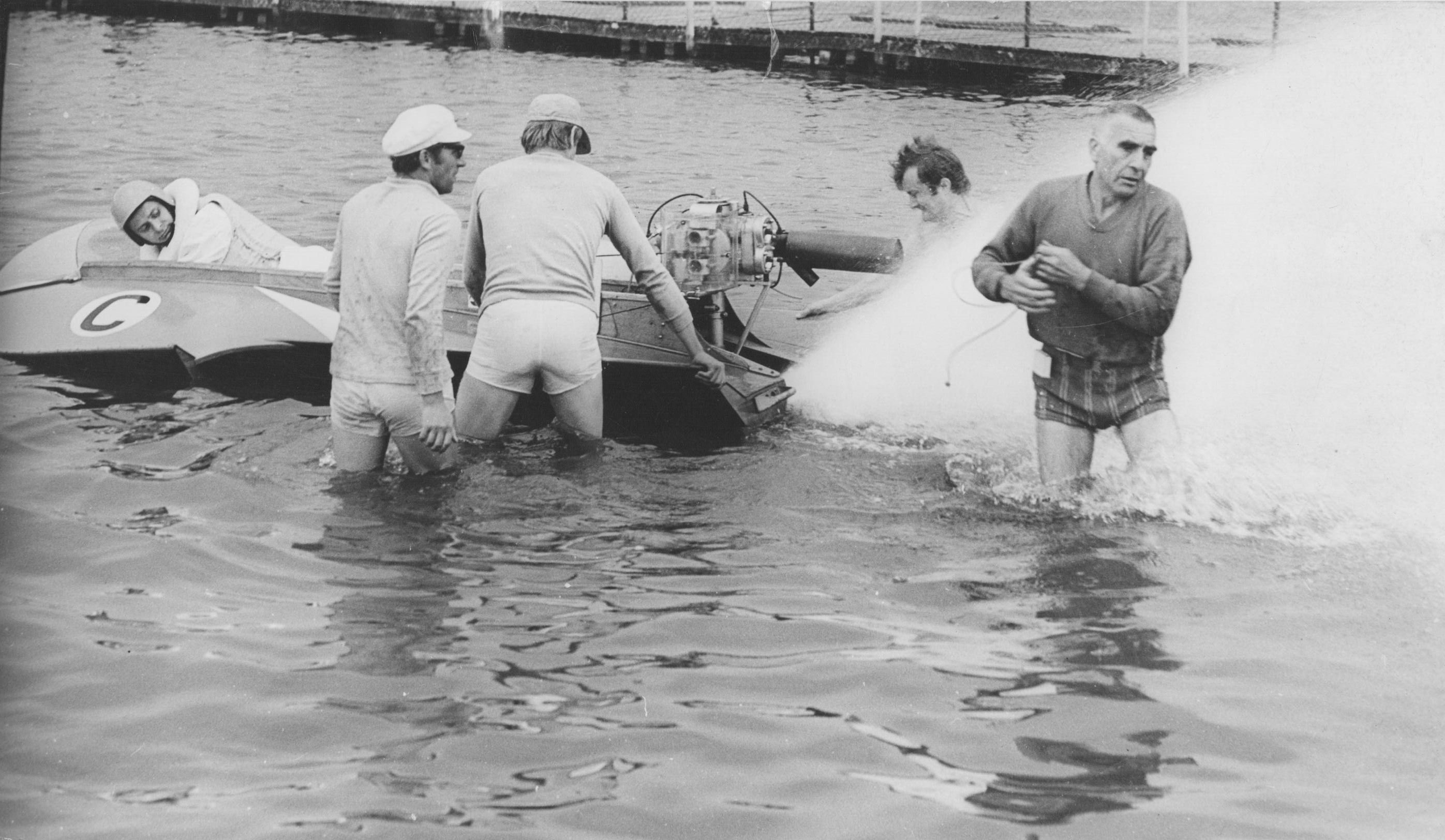
Uruchamianie silnika motorówki. Na zdjęciu w łodzi zawodnik Rajmund Kotecki.